# Накриваюча гомотопія
Накриваюча гомотопія для гомотопії {\displaystyle F_{t}:Z\to Y} при заданому відображені {\displaystyle p:X\to Y} ― гомотопія {\displaystyle G_{t}:Z\to X} така, що {\displaystyle p\circ G_{t}=F_{t}}.
При цьому, якщо накриваюче відображення {\displaystyle G_{0}} для
відображення {\displaystyle F_{0}} було задано наперед, то {\displaystyle G_{t}} продовжує {\displaystyle G_{0}}.

## Пов'язані означення
- Якщо для даного відображення {\displaystyle p:X\to Y} і будь-якої гомотопії {\displaystyle F_{t}:Z\to Y} з паракомпактним {\displaystyle Z} і будь-якого {\displaystyle G_{0}} такого що {\displaystyle p\circ G_{0}=F_{0}} є продовження {\displaystyle G_{0}} до накриваючої гомотопії {\displaystyle G_{t}} то називається розшаруванням Гуревича.

- Якщо в цьому означенні вимагати лише, щоб {\displaystyle Z} було скінченним поліедром, то {\displaystyle p} називається розшаруванням Серра.

## Властивості
- Окремим випадком розшарування Гуревича є локально тривіальне розшарування.
- Для розшарувань Серра можна будувати точну гомотопічну послідовність розшарування.